# Galgula externa
Galgula externa är en fjärilsart som beskrevs av Walker 1865. Galgula externa ingår i släktet Galgula och familjen nattflyn. Inga underarter finns listade i Catalogue of Life.